# 波塔宝螺
波塔宝螺（学名：Cypraea porteri），又名波塔宝贝，是中腹足目宝螺科宝螺属的一种。主要分布于台湾、菲律宾、所罗门群岛等地，常栖息在深海。